# Eva Braun Levine
Eva Braun Levine (* 6. Juli 1916 in Łódź; † nach 1950) war eine polnische Holocaustüberlebende. Über ihren Verbleib nach 1950 ist nichts bekannt.

## Leben
Eva Braun Levine kam als zweites von insgesamt fünf Kindern jüdischer Eltern zur Welt. Ihr Vater war Immobilienmakler. Nach Beendigung ihrer Schullaufbahn arbeitete sie zunächst für ihren Vater, begann dann allerdings ein Geschichtsstudium an einer kleineren Universität. Ihren späteren Ehemann Herman lernte sie während der 1930er-Jahre kennen. Nach der deutschen Besetzung Polens wurde das Leben für die Juden sehr belastend. Levine und ihr Ehemann wurden im Mai 1941 ins Ghetto Piotrków Trybunalski deportiert. Dort verblieben sie drei Jahre, bis sie im November 1944 in das KZ Ravensbrück deportiert wurden. Ihre Familie sowie ihr Ehemann starben, sie wurde kurz vor Kriegsende in das KZ Bergen-Belsen evakuiert und im April 1945 befreit. Durch die harte Arbeit nutzte sich Gewebe ihrer Wirbelsäule ab. 1950 wanderte sie in die Vereinigten Staaten aus.